# Vroege schismata in het christendom
De vroege schismata in het christendom zijn scheuringen binnen het christendom die al in een vroeg stadium ontstonden gedurende het eerste millennium. Het Grote Schisma is daarmee niet het eerste schisma tussen Oost en West. 

## Arianisme
In de vierde eeuw was het conflict tussen de arianen en de gelovigen in de Drie-eenheid (ook wel trinitariërs genoemd, afgeleid van het Middeleeuws Latijnse woord trinitas, Drie-eenheid) het grootste strijdpunt in de Kerk. Om dit conflict op te lossen werd het Concilie van Nicaea (325) bijeengeroepen.

## Conflict omtrent Johannes Chrysostomus
Een nieuwe controverse begon in 404 toen de Byzantijnse Keizer Arcadius de door Rome gesteunde patriarch van Constantinopel Johannes Chrysostomus afzette. De Paus verbrak al spoedig iedere communie met de oosterse patriarchen omdat zij de verbanning van Chrysostomus hadden gedoogd. De deling werd pas in 415 geheeld toen de oosterse patriarchen met terugwerkende kracht Chrysostomus als legitieme patriarch erkenden.

## Schisma's als gevolg van de uitspraken van de concilies van Efeze (431) en Chalcedon (451)
Het schisma na het concilie van Efeze (431) leidde tot het ontstaan van de nestoriaanse kerken of de Kerk van het Oosten. De Assyrische Kerk van het Oosten volgt de leer van Nestorius en behoort niet tot de oriëntaalse kerken.
De schismata na het concilie van Chalcedon leidden tot het ontstaan van wat men de Oriëntaals-orthodoxe Kerken is gaan noemen.
Tot deze kerken rekent men:
- De Syrisch-orthodoxe Kerk van Antiochië of 'Jacobitische' Kerk erkende het concilie van Chalcedon 451 niet.
- De Koptisch-orthodoxe Kerk (in Egypte) is ontstaan uit het patriarchaat van Alexandrië. Zij verwierp het concilie van Chalcedon in 451.
- De Armeens-Apostolische Kerk. In 451 was Armenië niet vertegenwoordigd op het concilie van Chalcedon vanwege de oorlog tegen de Perzen. Toen men de besluiten van het concilie vernam werden deze afgewezen.

## Het Acaciaans Schisma
Een nieuw conflict ontstond in 482, toen de Byzantijnse keizer Zeno een edict uitvaardigde dat bekendstaat als het Henotikon. Hiermee werd getracht  de monofysieten te verzoenen met de twee-naturenleer van de Kerk. Het edict werd echter afgekeurd door Paus Felix III. In 484 excommuniceerde deze paus de patriarch van Constantinopel, Acacius, die had aangedrongen bij Keizer Zeno om het Henotikon uit te vaardigen. Dit Acaciaans schisma werd pas meer dan dertig jaar later beëindigd in 519, toen de Byzantijnse keizer Justinianus I de ex-communicatie van Acacius erkende. 